# Acheron
Az Acheron amerikai death/black metal együttes volt. 1988-ban alakultak meg, tagjai Pittsburgh-ből, illetve a floridai Tampából származnak.

## Története
A Nocturnus nevű progresszív death metal zenekar tagja, Vincent Crowley alapította. Nevüket egy mitológiai folyóról kapták. Az Acheron szövegeinek témái a sátánizmus és a keresztényellenesség körül forognak. Első nagylemezüket 1991-ben adták ki. Crowley a Sátán Egyházának tagja is volt, de később elhatárolta magát az egyháztól. 2010-ben feloszlottak, de ugyanezen év decemberében újból összeálltak. Metallal foglalkozó oldalak szerint 2018-ban feloszlottak.

## Tagjai
Sűrűek voltak a tagcserék az Acheron-ban, a jelenlegi felállás a következő:
- Vincent Crowley - gitár (1988-1991, 1996-1998, 2008), éneklés (1991-), basszusgitár (1992-)
- Art Taylor - gitár (2009-2010, 2012-)
- Shaun Cothron - gitár (2011-2012, 2014-)
- Brandon Howe - dobok (2014-)

## Diszkográfia
- Messe Noir (demó, 1989)
- Rites of the Black Mass (nagylemez, 1991)
- Alta Xul (demó, 1992)
- Hail Victory (nagylemez, 1993)
- Satanic Victory (nagylemez, 1994)
- Lex Talionis (nagylemez, 1994)
- Anti-God, Anti-Christ (nagylemez, 1996)
- Those Who Have Risen (nagylemez, 1998)
- Compendium Diablerie: The Demo Days (válogatáslemez, 2001)
- Xomaly (nagylemez, 2002)
- Rebirth: Metamorphosing into Godhood (nagylemez, 2003)
- Tribute to the Devil's Music (2003)
- The Final Conflict: Last Days of God (nagylemez, 2009)
- Kult des Hasses (nagylemez, 2014)